# واداکاپیاپوئه تپوری
واداکاپیاپوئه تپوری (به اسپانیایی: Wadakapiapué-tepui) یک کوه در ونزوئلا است که در ایالت بولیوار واقع شده‌است. واداکاپیاپوئه تپوری ۲٬۰۰۰ متر بالاتر از سطح دریا واقع شده‌است.